# Karantunić
Karantunić je nenaseljeni otočić u hrvatskom dijelu Jadranskog mora.
Njegova površina iznosi 0,029 km². Na otočiću je svjetionik. Najbliži otoci Karantuniću su Pašman i Ugljan, a najbliža mjesta Kukljica i Ždrelac.  Dužina obalne crte iznosi 0,64 km.